# 蘇聯第64戰鬥機航空軍
蘇聯第64戰鬥機航空軍是苏联空军的一个航空軍，于1950年在中华人民共和国成立，总部位于辽宁沈阳，在沈阳、鞍山、安东设有机场，1953年9月起移至彼得罗扎沃茨克。该军参加了朝鲜战争，负责为中国人民志愿军提供空中支援，主力机型为米格-15战斗机。